# CB Ciudad de Logroño
Club Balonmano Ciudad de Logroño er en håndboldklub, der kommer fra Logroño, La Rioja i Spanien. Holdet spiller pt. i Liga ASOBAL.

## Halinformation
- Navn: – Palacio de los Deportes
- By: – Logroño
- Kapacitet: – 3.851 tilskuere
- Adresse: – C/ Avda. Moncalvillo, 2

## Berømte spillere
- Håvard Tvedten
- Diego Pérez
- Armand Torrego
- Gurutz Aguinagalde
- Marco Antonio Oneto
- Marc Amargant